# Iuracs
|  | No s'ha de confondre amb Enets. |

Els iuracs o nènets (rus: ненцы - IPA: [nʲɛntsɨ](plural)) són un poble indígena de Rússia que viu als districtes autònoms de Nenètsia i Iamàlia. Parlen la llengua nènets, una de les llengües samoiedes del grup de les llengües uralianes. Segons el cens rus (2002) n'hi ha uns 41,302. Són afins als altres pobles samoiedes, enets, nganasans i selkups.

## Costums
Arribaren de molt antic als Saians, Obi i Ienissei, i es dedicaven a la pesca i pasturatge nòmada de rens o caçaven animals de pell fina, aprofitant l'escorça de bedoll.
Consideraven les dones com a impures, i per això tenien vedades l'entrada a certes parts del chum o tenda, i duien el päsk (roba de pell). El chum tenia un llarg passadís i era cobert de pells de ren, un amb el pèl cap a l'exterior i una amb el pèl cap a l'interior. Com eren nòmades, quan es desplaçaven s'enduien les pells de la tenda, però hi deixaven la carcassa. A les àrees d'estar i dormir, vora l'entrada, hi posaven bancs de branques i herbes cobertes de pells de ren. La llar era al centre, amb llums de greix de ren. La part oposada feia de magatzem i rebost. Aquestes tendes constituïen poblacions estables durant l'hivern i eren cobertes d'escorça, però a l'estiu vivien en tendes còniques d'estaques cobertes amb planxes d'escorça de bedoll.
Creien en un ésser suprem, Num, i feien sacrificis a uns ídols de fusta, i els tadebi o xamans tenien un gran prestigi. Creien que l'ànima dels morts restava sota terra molt de temps, i que si no se'ls recordava podien fer mal els vius. Només amb els anys el tadebi enviava l'ànima a l'altre món, on es considerava que totes les ànimes suraven sobre el mar en un cove de coure. Compraven l'esposa, pagant fins a 200 rens o pells de guineu, o bé amb anys de treball pel sogre. Les dones duien de dot teles, trineus i alguns rens.
La família era patriarcal, i la poligàmia era poc practicada, tot i que permesa. Es dividien en clans exogàmics dividits en vataga (fratries), amb territori propi de cacera i pesca. Feien i adoraven ídols de pedra o sindh. L'illa de Vajgach era sagrada, hi enterraven els morts. L'únic instrument musical era el penser, tambor del xaman.

## Història
Des del començament s'oposaren a la penetració russa, i són els samoyadj de les Cròniques de Nèstor. Els nènets van restar sota influència del principat de Novgorod en el segle xiii, però cap al segle xiv foren tributaris dels tàtars, que foren succeïts pels russos, que els dominaren definitivament el 1628, quan es construí la fortalesa de Krasnoiarsk.
Es revoltaren contra l'opressió russa el 1719, el 1731 i el 1749. El 1824 s'inicià una conversió a l'ortodòxia a gran escala, cosa que provocà la revolta de Vavle neniaga el 1825-1840, i cap al 1870 foren parcialment reassentats a la frontera nord-oest de Rússia. El 1854 Castrén els va fer una gramàtica i un diccionari. El 1910 hi havia entre 15 i 20.000 nènets als gubernia d'Arkhangelsk i Taimir.
El 1924 es va crear un Comité d'Assistència dels Pobles del Nord, amb la idea de crear reserves per als pobles nadius. El 1929 es creà el Districte Autònom Nenets, i el 1930 el de Iamal i el de Taimir, amb una lleu autonomia en el terreny cultural, i es va iniciar la col·lectivització. El 1929 es va crear el diari en nenets Neryana Vynder - Krasny Tundrovik , mercès al qual començà l'alfabetització en llengua nenets i selkup.
Cap al 1950 havien estat obligats a abandonar la vida nòmada i reassentats en granges col·lectives. Es van fer experiments nuclears a Nova Terra, la flota àrtica s'instal·là a Severomorsk, es crea una base militar a Plesetsk i un centre d'experimentació nuclear a Severodvinsk.
Des d'aleshores es troben afectats per l'atur, l'alcoholisme, el racisme i la russificació. Alguns s'han enllistat a l'exèrcit. També són afectats per l'emigració: la població de Iamàlia passà de 80.000 habitants el 1970 a 486.000 el 1989, i la població nenets baixà del 22,4% el 1959 al 13% el 1979. Alhora, el 1980 el 27% dels matrimonis eren mixtes (el 82% a les ciutats) i el 7% de les famílies eren monoparentals (el 30% a Naryan Mar). Només el 41% dels nenets tenia feina i la seva esperança de vida no superava els 50 anys.
Les col·lectivitzacions soviètiques els han fet perdre la solidaritat interclànica, a més llur supervivència es veu afectada per la russificació, la degradació ecològica del territori, l'alcoholisme i la política soviètica de "far west".
El 31 de setembre del 1990 es produïren manifestacions esporàdiques a la carretera Raduzhi-Variogan. Khantis i nènets tallaren durant cinc hores el pont del riu perquè els atropellaven els rens. L'Assemblea dels Khantis i Nènets protestà per la mort violenta de 26 nadius. Els consells tribals locals formaren l'Assemblea de Pobles del Nord.

## Nènets famosos
- Konstantin Pankov